# اچ‌ام‌ای‌اس کنز (جی۱۸۳)
اچ‌ام‌ای‌اس کنز (جی۱۸۳) (به انگلیسی: HMAS Cairns (J183)) یک کشتی بود که طول آن ۱۸۶ فوت (۵۷ متر) بود. این کشتی در سال ۱۹۴۱ ساخته شد.